# Gerda Fassel
Gerda Fassel, née le 14 août 1941 à Vienne et morte le 6 mai 2025 dans la même ville, est une sculptrice autrichienne.

## Biographie

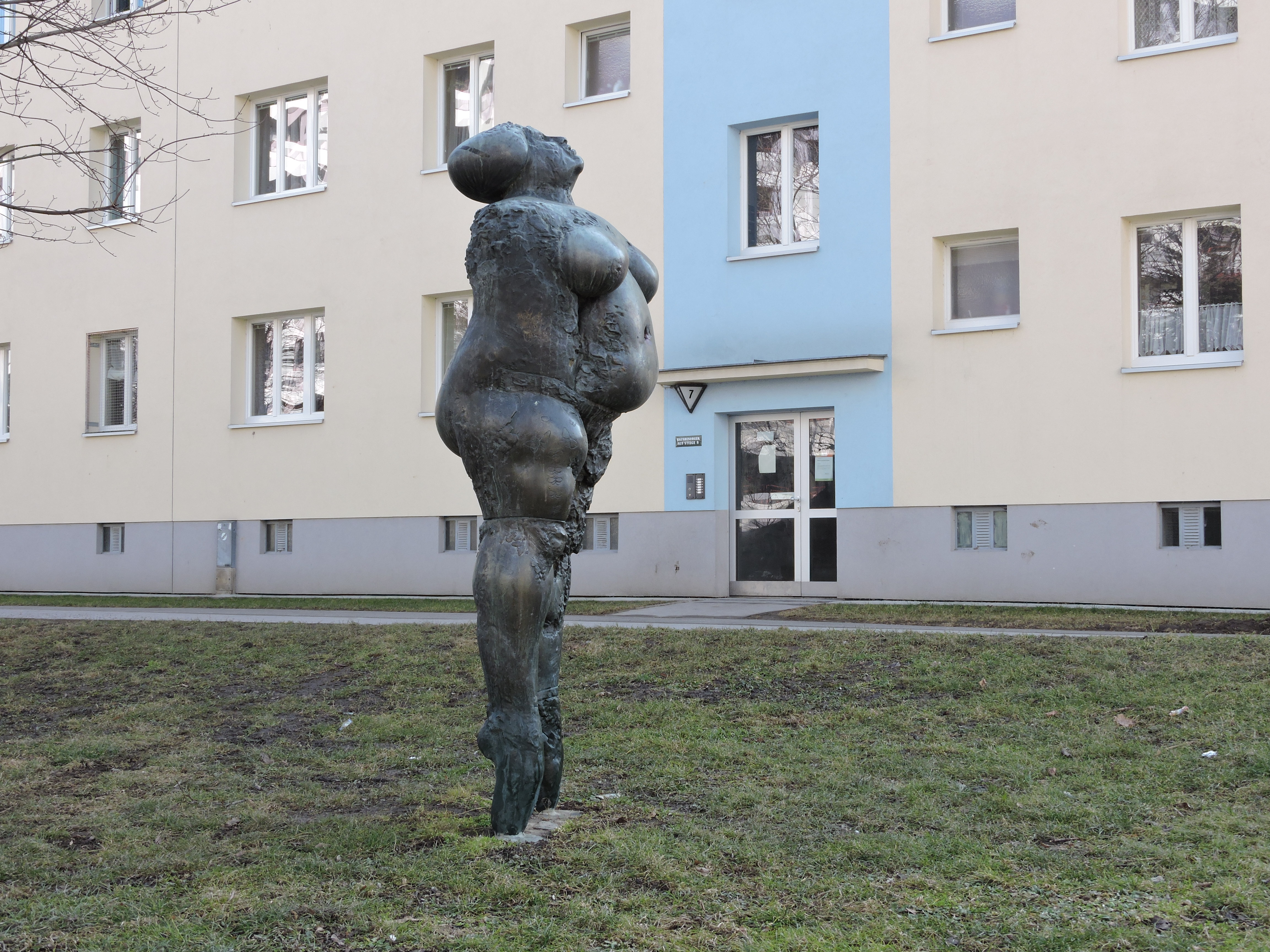
Sculpture en bronze Catherine d'Autriche sur la promenade Marco Polo au Heinz-Nittel-Hof dans le 21e arrondissement de Vienne (1983).

De 1955 à 1958, Gerda Fassel suit une première formation en commercial. En 1960 et en 1961, elle fréquente l'école d'art de Vienne. De 1962 à 1965, elle va travailler dans l'industrie hôtelière en Floride et à New York. De 1965 à 1968, elle étudie la sculpture avec José de Creeft à l'Art Students League. Elle retourne à Vienne et poursuit l'étude de la sculpture à l' Université des arts appliqués de 1968 à 1972.
Elle est professeure invitée de 1996 à 1998.  De 1998 à 2006, elle est professeure de sculpture à l'Université des arts appliqués de Vienne. Elle succède à Alfred Hrdlicka.
Gerda Fassel travaille le bronze. Elle fragmente le corps féminin. Souvent, ses sculptures ont un aspect inachevé qu'elle revendique.

## Expositions
- Civic Center Museum, Philadelphie, 1979
- Biennale Internationale del Bronzetto, Padoue, 1981
- Museum für moderne Kunst, Bolzano, 1991
- Heiligenkreuzerhof de Vienne, 1999
- Goldene Wiener Auszeichnung, Vienne, 2015[5]

## Publication
- (de) Texte zur bildenden Kunst, Wien, Universität für angewandte Kunst Wien, 2011 (ISBN 978-3-9502891-3-8)

## Prix
- 1982 : Prix de la Ville de Vienne pour les beaux-arts
- 2001 : Croix d'honneur autrichienne pour la science et l'art
- 2015 : Médaille d'or d'honneur pour services rendus à l'État de Vienne